# Auditori de la Diputació d'Alacant
L'Auditori de la Diputació d'Alacant (conegut també per les sigles ADDA) és un auditori dedicat a la música clàssica situat a la ciutat d'Alacant, al costat del passeig de Campoamor.
Va ser inaugurat el 2011 i és obra de l'arquitecte Juan Antonio García Solera. Té una superfície total de 28.000 metres quadrats i una altura de 29 metres. El seu director general i artístic és el director d'orquestra Josep Vicent.

## Equipament
Disposa de:
- sala principal de música simfònica amb capacitat per a 1.500 espectadors en l'escenari, dels quals caben fins a 120 músics i 140 veus de cor;
- sala per a orquestra de cambra amb capacitat per 320 localitats;
- quatre sales de proves més dues d'assaig per a orquestra;
- fins a 8 sales per a conferències i exposicions, una d'elles amb un aforament de 240 persones;
- una sala de col·loquis amb 165 localitats;
- diverses sales de reunions i espais per a exposicions.[3]